# Warcraft II: Tides of Darkness
Warcraft II: Tides of Darkness és un videojoc d'estratègia creat per Blizzard Entertainment i seqüela de l'aclamat Warcraft: Orcs & Humans. Amb aquest joc continua la sèrie Warcraft i igual que el seu predecessor ocorre en un ambient èpic medieval fantàstic on la raça humana coexisteix amb diverses criatures mitològiques. Warcraft II, abreujat comunament com WCII, WC2 o War2, manté la mateixa essència de Warcraft: Orcs & Humans, en aquest lliurament els jugadors escullen entre algun dels dos bàndols enemistats: els humans o els orcs. El nombre de criatures involucrades és major, els humans posseïxen l'ajuda d'elfs, nans i gnoms; mentre que els orcs reuneixen als trolls, ogres i goblins. La història tot just revelada de l'univers fantàstic de Warcraft situa el començament de la Segona Gran Guerra, sis anys després de la Primera Guerra. Azeroth es troba en ruïnes, i la nació de Stormwind va buscar refugi en els continents del nord. La humanitat ha format l'Aliança de Lordaeron per poder aturar l'avanç dels orcs i els seus aliats, que s'acosten pel mar del Sud fent veritables "marees de la foscor".
Originalment, Warcraft II es va desenvolupar per a DOS però Windows 95 també va ser capaç d'executar-lo. A més de la versió per a DOS/Windows va existir una versió per a Macintosh. Més tard, Blizzard va desenvolupar una expansió per a aquest joc titulada Warcraft II: Beyond the Dark Portal, versió que es va llançar el 30 d'abril de 1996. En 1999 Blizzard va desenvolupar una nova versió de Warcraft II titulada Warcraft II: Battle.net Edition.
En el mode multijugador del joc, els jugadors poden jugar via LAN o a través d'Internet utilitzant mapes ja inclosos o mapes dissenyats pels mateixos jugadors. En el mode de joc per a un sol jugador, els jugadors havien de passar per una sèrie de batalles en les quals es relata la història de la Segona Gran Guerra de Azeroth.

## Versió Battle.Net
Warcraft II: Battle.net Edition és una versió que inclou Warcraft II: Tides of Darkness i Warcraft II: Beyond the Dark Portal a més del fet que va incloure canvis en el seu codi font que van fer més fàcil jugar en línia contra altres jugadors. A diferència del Warcraft II original, aquesta versió sí que requeriria una clau d'instal·lació.